# Respekttag
Als Respekttag(-e; lat./ital. Respiro; auch "Respittage", "Respecttage Diskretionstage, Verzugstage, Faveurtage, Nachtage, Ehrentage, Gnadentage, days of grace, days of respite") wird eine Frist (Respirofrist) bezeichnet, innerhalb derer eine erbrachte Leistung noch als rechtzeitig angesehen wird (z. B. Zahlungsfrist nach dem Verfallstag eines Schecks oder Wechsels).
Der Gläubiger verzichtet während dieser Frist auf die Geltendmachung möglicher negativer Folgen (z. B. Zahlungsverzugsfolgen) gegen den Schuldner. Die Gewährung von Respekttagen kann unter Umständen mit Nachteilen für den Gläubiger verbunden sein, wenn der Schuldner während dieser Frist zahlungsunfähig wird.
Respekttage sind in verschiedenen Handelsbräuchen (Usance) und auch in den verschiedenen Gesetzen weltweit bekannt, da Zahlungen erfahrungsgemäß verspätet eingehen können. Aus „Respekt“ für den Geschäftspartner wird auf eine allzu strenge Einhaltung eines Zahlungstermins verzichtet. Zudem differiert die Zahlungspünktlichkeit zwischen den einzelnen Schuldnern und Ländern.

## Respekttage im Scheck- und Wechselrecht

### Deutschland
Nach Art. 57 ScheckG bzw. Art. 74 WG werden weder gesetzliche noch richterliche Respekttage anerkannt. Die rechtsgeschäftliche Vereinbarung ist davon grundsätzlich jedoch nicht betroffen. 
Nach Art. 77 WG besteht i. V. m. den Art. 72, Art. 73 und Art. 74 WG ein Verbot der Respekttage.

### Österreich
Das österreichische Scheck- und Wechselrecht folgt bezüglich der Respekttage dem deutschen Scheck- und Wechselrecht. 
Im österreichischen Scheck- und Wechselrecht werden gesetzliche oder richterliche Respekttage ausdrücklich nicht anerkannt (Art. 57 Scheckgesetz 1955, Art. 74 Wechselgesetz 1955) oder sind verboten (Art. 77 iVm Art. 72 bis 74 Einheitliches Wechselgesetz).

### Liechtenstein
Das liechtensteinische Scheck- und Wechselrecht ist weitgehend aus dem österreichischen Recht rezipiert. Gemäß Art. 57 Scheckgesetz bzw. Art. 74 Wechselgesetz sind gesetzliche oder richterliche Respekttage ausdrücklich nicht anerkannt.

### Schweiz
Nach Art. 1083 OR werden im Wechselrecht weder gesetzliche noch richterliche Respekttage anerkannt. Nach Art. 1098 iVm Art. 1081–1085 OR besteht ein Verbot von Respekttagen. Dieses Verbot wird über Art. 1143 Abs. 1 Zif. 20 OR auch auf das Scheckrecht ausgedehnt.